# جام جهانی: روایت یک کاپیتان
جام جهانی: روایت یک کاپیتان (انگلیسی: The World Cup: A Captain's Tale) یک فیلم ورزشی تلویزیونی بریتانیایی است که در سال ۱۹۸۲ منتشر شد.

## بازیگران
- اندرو کی‌یر در نقش توماس لیپتون
- استران راجر در نقش جک گرینول
- جیمی یوئیل (نامش در عنوان‌بندی نیامده)
- هیو فریزر در نقش گوردون نایتلی
- ریچارد گریفیتس
- دنیس واترمن
- نایجل هاثورن
- لوید مک‌گوایر